# 上手稲神社
上手稲神社（かみていねじんじゃ）は、北海道札幌市西区西野にある神社である。
山の手通の突当り、西野西端の小山の中腹にひっそりと佇んでいる。昭和50年（1975年）以降、周辺の土地開発が急速に進み、宮丘公園・北一条宮の沢通などが造成されたが、山腹に鎮座しているため、昭和後期の面影を留めている。
本殿は神明造である。

## 祭神
天照大神と須佐之男命を祀る。

## 歴史
明治5年（1872年）仙台藩白石城主（現在の宮城県）片倉家の家臣であった三木勉ら47戸、241名が、現在の発寒、西町（手稲東）、西野地区に入植した。
後に発寒村から独立して手稲村（旧手稲町）なり、翌7年星置地区を下手稲村とし、他を上手稲村とし、同9年に須佐之男命を祭神に上手稲村の沢地に創建された。同31年（1898年）に天照大神が合祀されている。

## 主な祭事
- 9月15日：例大祭